# Opatovice (Přerov)
Opatovice é uma comuna checa localizada na região de Olomouc, distrito de Přerov.